# Garelli KRS 50
Der Garelli KRS 50 ist ein Motorroller des italienischen Herstellers Garelli, der in den Jahren 2001 und 2002 produziert wurde. Er wurde als sportlicher 50-cm³-Roller entwickelt und richtet sich insbesondere an junge Fahrer und war für den  Pendlerverkehr im städtischen Raum vorgesehen. Der Roller wurde in China gefertigt und über das italienische Werk von Garelli vertrieben.

## Technische Daten
| Merkmal        | Garelli KRS 50 (2001–2002)             |
| -------------- | -------------------------------------- |
| Motortyp       | Einzylinder-Zweitaktmotor, luftgekühlt |
| Hubraum        | 49,5 cm³                               |
| Leistung       | 2,9 PS (2,1 kW) bei 7000/min           |
| Drehmoment     | 3,0 Nm bei 5000/min                    |
| Getriebe       | stufenloses Getriebe                   |
| Kühlung        | Luftkühlung                            |
| Starter        | elektrisch oder Kickstarter            |
| Bremsen vorne  | Scheibenbremse Ø 190 mm                |
| Bremsen hinten | Trommelbremse Ø 110 mm                 |
| Reifen vorne   | 120/70–12                              |
| Reifen hinten  | 130/70–12                              |
| Radstand       | 1270 mm                                |
| Länge          | 1800 mm                                |
| Breite         | 680 mm                                 |
| Höhe           | 1100 mm                                |
| Sitzhöhe       | 780 mm                                 |
| Leergewicht    | 85 kg                                  |
| Tankinhalt     | 6,0 Liter                              |
| Ölkapazität    | 0,9 Liter                              |